# وسیولی (شهرستان استرلیتاماکسکی، باشقیرستان)
وسیولی (انگلیسی: Vesyoly, Sterlitamaksky District, Republic of Bashkortostan) یک شهرک در شهرستان استرلیتاماکسکی استان باشقیرستان کشور روسیه است.